# Turon de Nhèuvièlha
El Turó de Néouvielle és una muntanya de 3.035 m d'altitud, amb una prominència de 39 m, que es troba al massís de Nhèuvièlha, al departament dels Alts Pirineus (França).
La primera ascensió la van realitzar Henry Reboul i Ernest Vidal el 2 d'agost de 1787, i és considerada com la primera ascensió documentada. En honor d'aquest fet, el cim pròxim de la Punta Reboul Vidal porta el seu nom.